# Chronomètre de chemin de fer

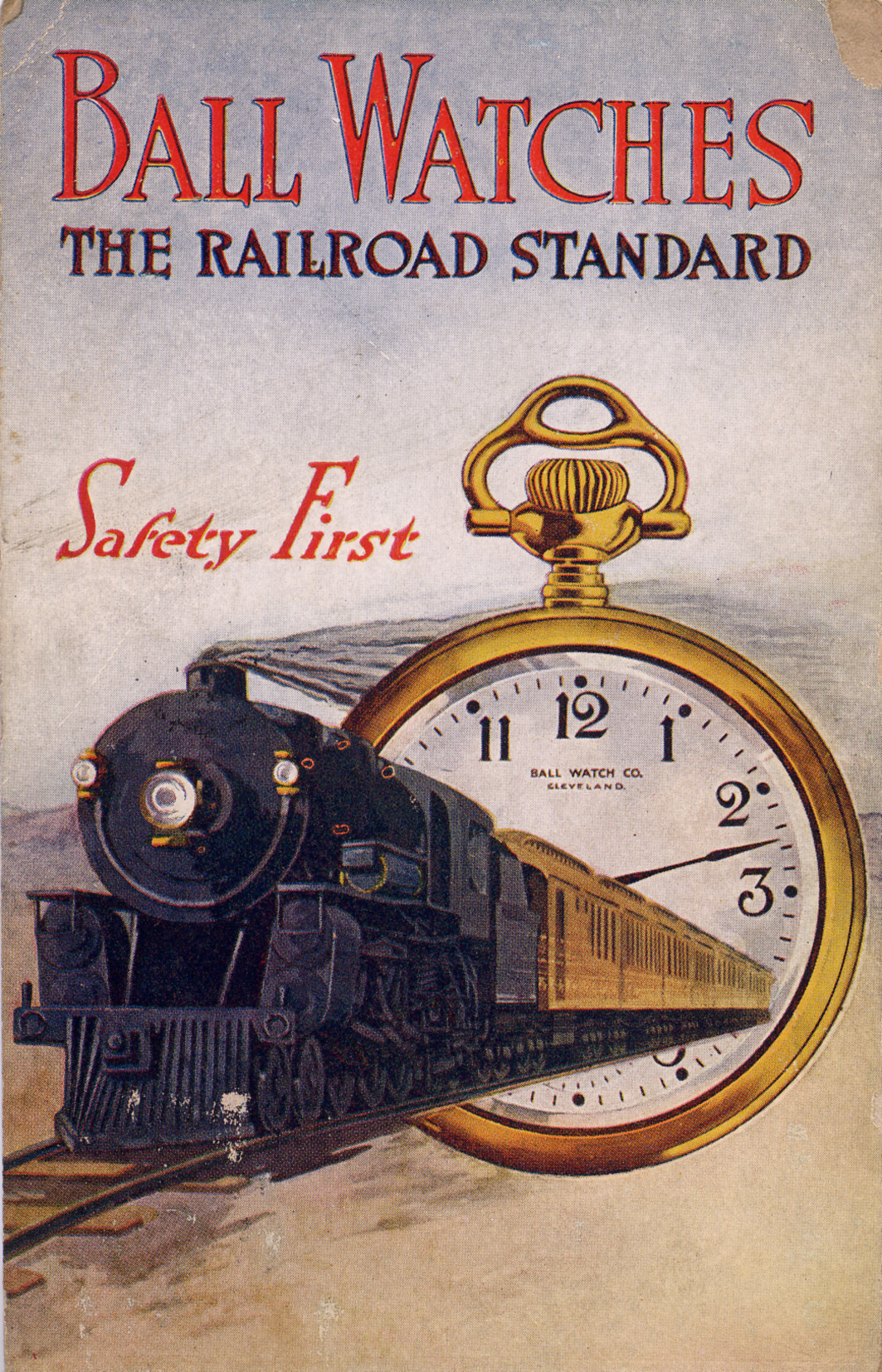

Un chronomètre de chemin de fer est une montre qui respecte les normes édictée aux États-Unis pour obtenir l'accord des compagnies de chemin de fer.
À la suite de la collision de deux trains en 1891 dans l'est des États-Unis, provoquée par le dysfonctionnement de la montre d'un responsable, l'industrie ferroviaire chargea son General Time Inspector Webb C. Ball d'établir des critères de qualité et fiabilité stricts pour les montres agréées pour tous les agents dans l'exercice de leur profession.
- Uniquement des montres de provenance américaine (assurance d'obtenir à tout temps toute pièce détachée de rechange) ;
- Seuls des cadrans lépine, avec tige de remontage à 12 heures ;
- Mouvements de tailles américaines minimum 16 ou 18, avec un minimum de 17 rubis aux positions de friction ;
- 30 secondes par semaine de variation horaire maximum (soit approximativement 4 secondes/jour) ;
- Ajustement précis de la montre dans 5 positions ;
- Indication précise du temps avec des chiffres arabes gras lisibles, une division des minutes au diamètre extérieur des chiffres, des aiguilles de bonnes dimensions ;
- Système de mise à l'heure par levier indépendant de la tige de remontoir (pour éviter tout risque de modification de l'heure indiquée par inadvertance) ;
- Spiral de type Breguet ;
- Régulateur d'ajustement micrométrique ;
- Double roller ;
- Roue d'échappement en acier inoxydable ;
- Protection antimagnétique.

Immédiatement la Waltham Watch Company, suivie par l'Elgin Watch Company et la majorité des autres manufactures américaines purent satisfaire aux exigences établies, car toutes appliquaient l'American System of Watch Manufacturing : une haute précision et fiabilité était obtenable à des prix accessibles aux plus simples employés des chemins de fer. Par exemple, Waltham devint le garde-temps officiel de sociétés de chemins de fer dans 52 pays.
Les prescriptions de W.C. Ball forment toujours la base de critères et standards actuels d'obtention du titre officiellement certifié de chronomètre COSC, établis par la   Société suisse de chronométrie, créée par les autorités suisses en 1924.